# Ronny Ackermann
Ronny Ackermann (Bad Salzungen, 16 de maio de 1977) é um ex-atleta de combinado nórdico alemão. Em sua carreira, conquistou três medalhas olímpicas, todas de prata. É também o atleta com mais vitórias no combinado nórdico do Campeonato Mundial de Esqui Nórdico. Aposentou-se após a temporada 2009-10.